# Marcos Torregrosa
Marcos Alejandro Torregrosa é um lutador de jiu-jítsu brasileiro. Ele começou a treinar em julho de 1999 e recebeu a faixa preta em janeiro de 2007. Ele tem uma escola de jiu-jítsu na área de Sacramento, Califórnia.